# Cümbüş

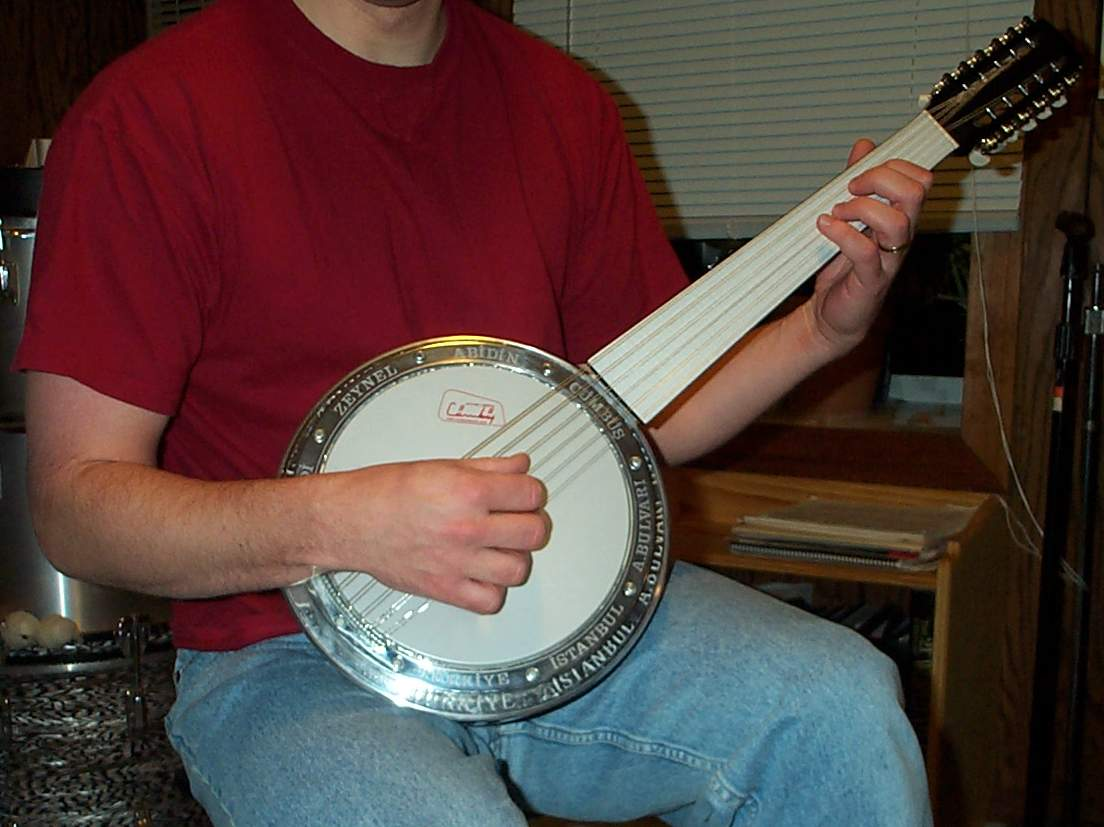
Cümbüş

Cümbüş (výslovnost [dʒymˈbyʃ]IPA) je turecký drnkací strunný hudební nástroj. Byl vytvořen na začátku 20. století tureckým vynálezcem Zeynelabidinem Cümbüşem jako nástroj podobný údu, který by byl slyšet i ve velkých orchestrech. Konstrukce cümbüşu se podobá blízkovýchodnímu údu i americkému banju s kovovým rezonátorem. Jedná se o bezpražcový nástroj s šesti dvojicemi strun, které jsou většinou laděny jako na údu. Má hlasitý kovový rezonanční zvuk, který je široce využíván v blízkovýchodní hudbě.